# Musée national des sciences naturelles d'Espagne
Le Musée national des sciences naturelles (en espagnol, Museo Nacional de Ciencias Naturales) est le musée d'histoire naturelle de rang national d'Espagne. Il a été constitué à Madrid en 1772 par le roi Charles III d'Espagne dans un édifice dessiné par Juan de Villanueva et occupé actuellement par le musée du Prado. Il était alors nommé Real Gabinete de Historia Natural (Cabinet royal d'histoire naturelle) et est issu en grande partie d'un don effectué par un commerçant espagnol, né à Guayaquil, Pedro Francisco Dávila, de ses importantes collections et de sa bibliothèque. En 1815, il prit la dénomination de Real Museo de Ciencias Naturales (Musée royal de sciences naturelles). Il s'installa en 1887 dans ce qui était alors le Palais de l'Industrie et des Beaux-Arts, un lieu conçu pour les expositions et les congrès. Il porte sa dénomination actuelle depuis 1913.

## Présentation
Le musée a souffert des différents avatars de l'histoire espagnole, le chapitre le plus sombre étant celui de la Guerre civile : il ferma en effet en 1936 et vécut une longue crise  dont il ne se releva que lors de sa rénovation en 1987.
Il appartient aujourd'hui au Consejo Superior de Investigaciones Científicas (CSIC), l'équivalent espagnol du CNRS français. Son personnel compte plus de 300 employés, dans les laboratoires, pour les expositions et en tant que guides. Le musée se consacre à la recherche, la description et la conservation de la diversité biologique et géologique du monde entier. Il compte cinq départements spécialisés :
- biodiversité et biologie évolutive ;
- écologie évolutive ;
- paléobiologie ;
- volcanologie ;
- géologie.

Il intègre de surcroît un service de documentation, un centre de documentation et d'archives, une médiathèque et des ateliers pédagogiques.
En marge de la recherche, sa principale fonction est de vulgariser les sciences naturelles auprès du public grâce à ses publications et ses expositions, tant sur son site de Madrid qu'à travers l'Espagne par ses expositions itinérantes.
Les expositions permanentes sont groupées en trois thèmes :
- l'histoire naturelle, les différents aspects de l'évolution biologique, y compris l'évolution humaine et les relations actuelles de l'être humain avec son milieu ;
- la mer Méditerranée, ses aspects biologiques, écologiques, culturels ;
- les pièces historiques les plus emblématiques du musée à l'époque où il était cabinet d'histoire naturelle.

L'ensemble des spécimens conservés dans le musée, qu'il s'agisse d'invertébrés, d'oiseaux, de mammifères, de reptiles, d'amphibiens, de pièces de paléontologie, etc. dépasse les six millions.

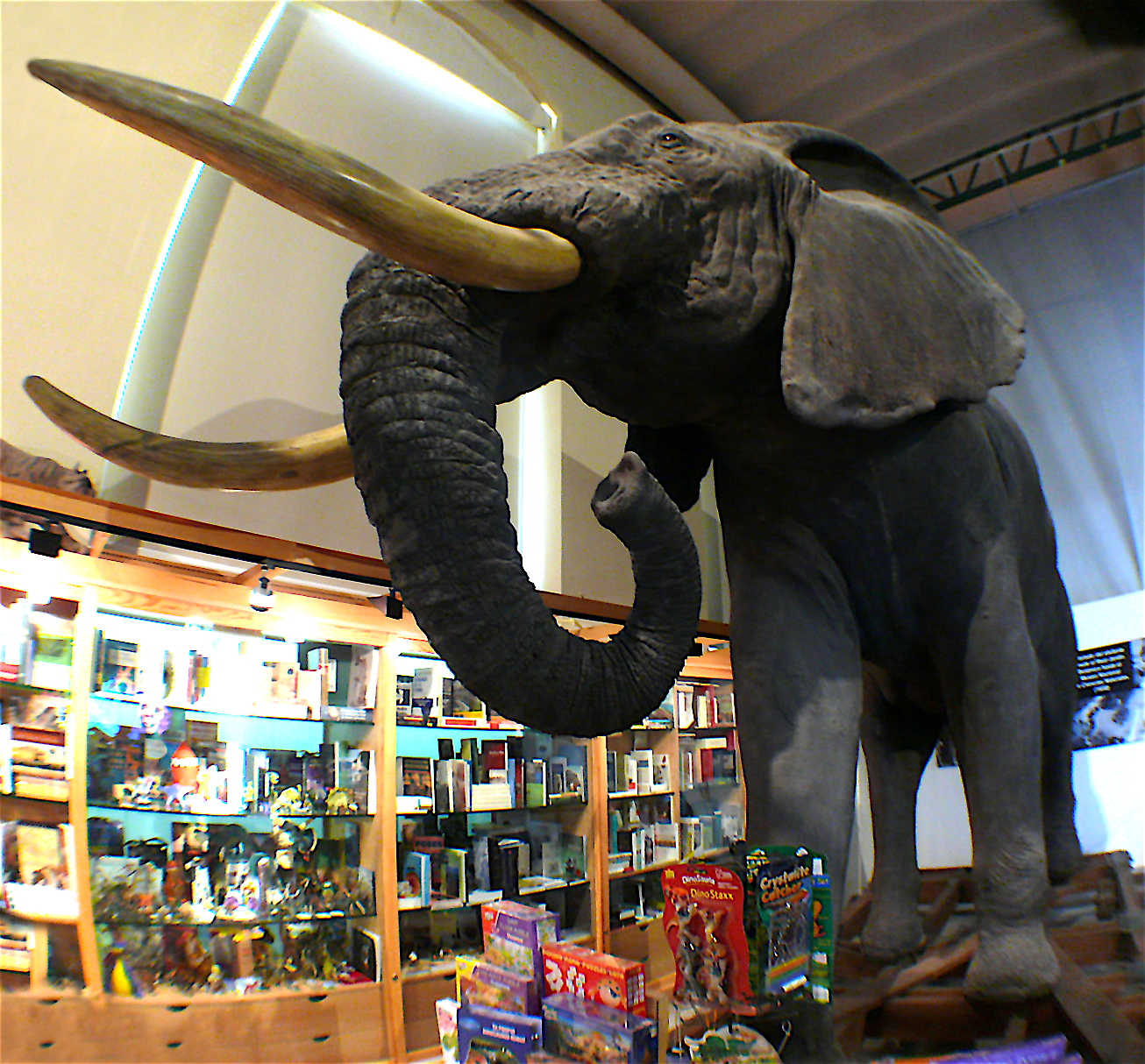
Éléphant d'Afrique exposé dans le hall d'accueil. Capturé en Afrique, il fut naturalisé par Luis Benedito en 1929 et restauré récemment. Il est aujourd'hui une pièce emblématique du musée.
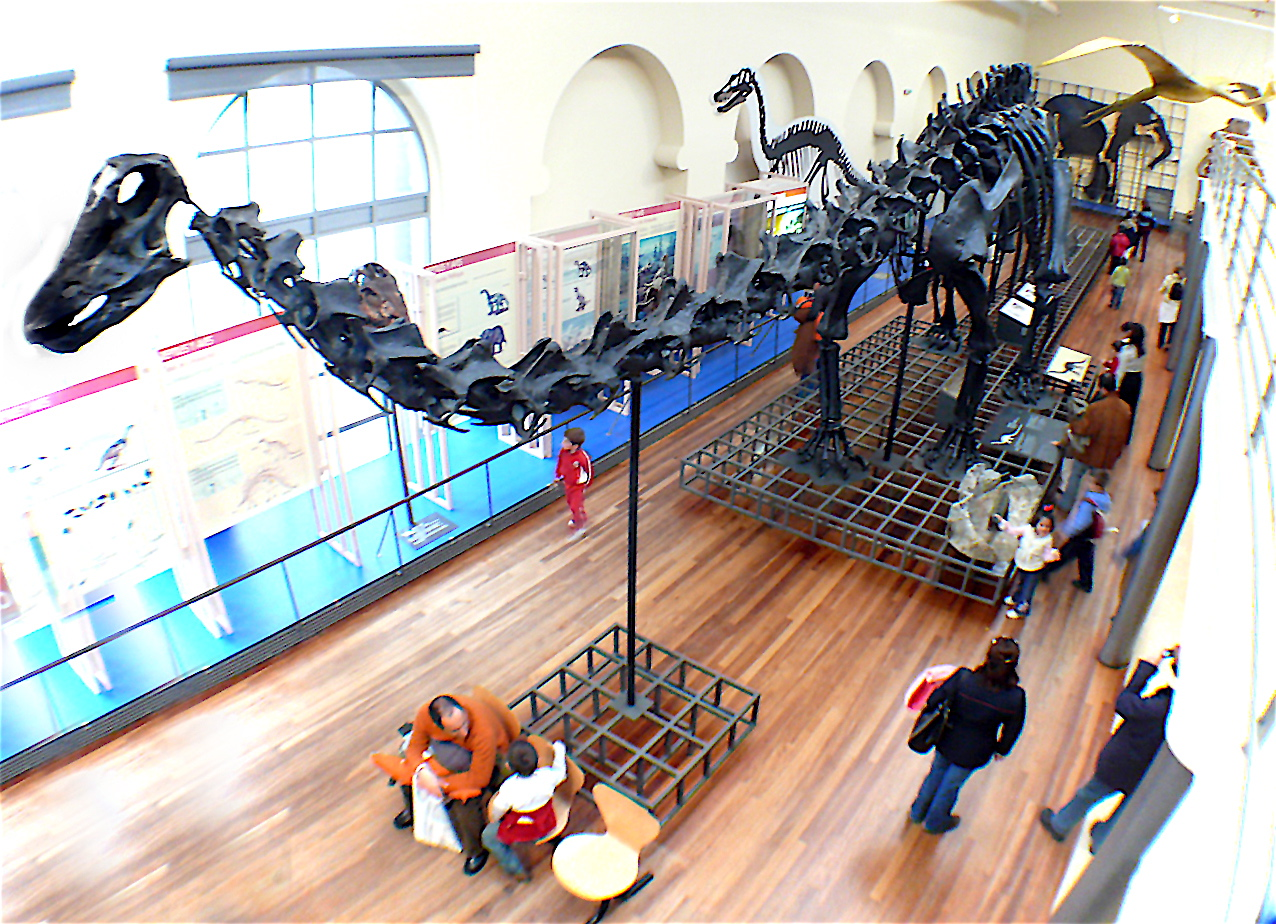
Section d'histoire naturelle Diplodocus et autres fossiles
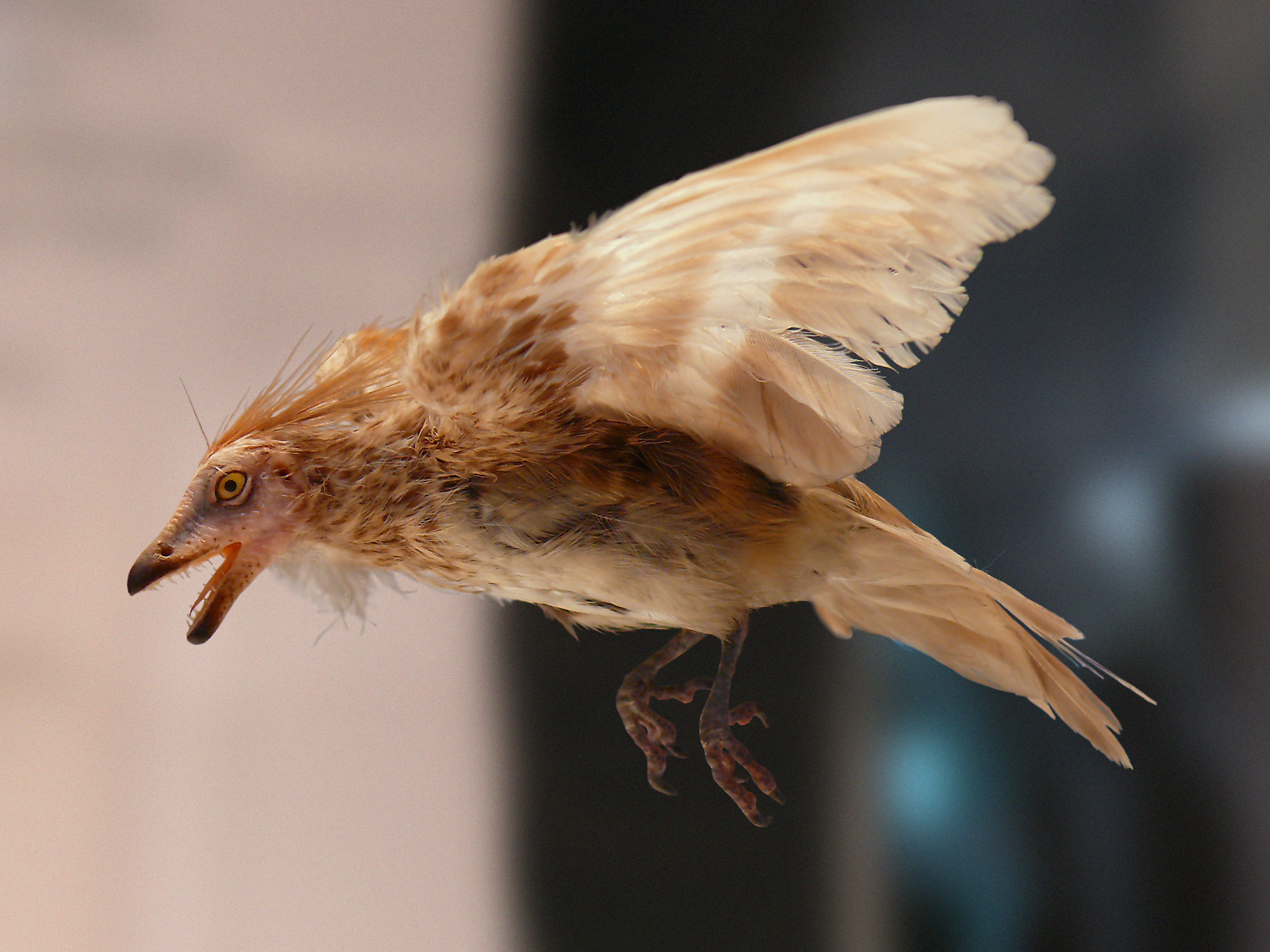
Section d'histoire naturelle Reconstitution de Iberomesornis
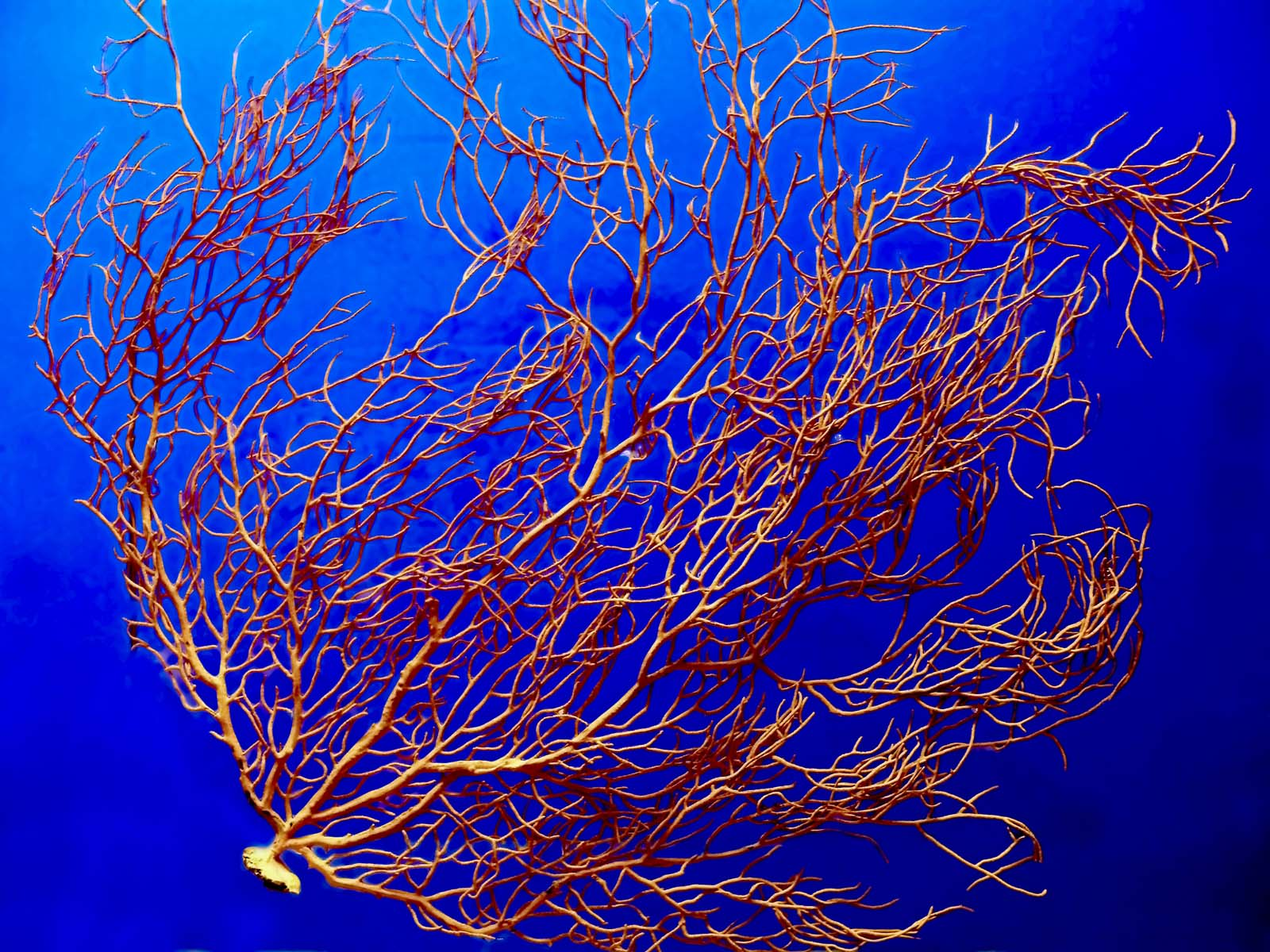
Section de la Méditerranée Gorgonia
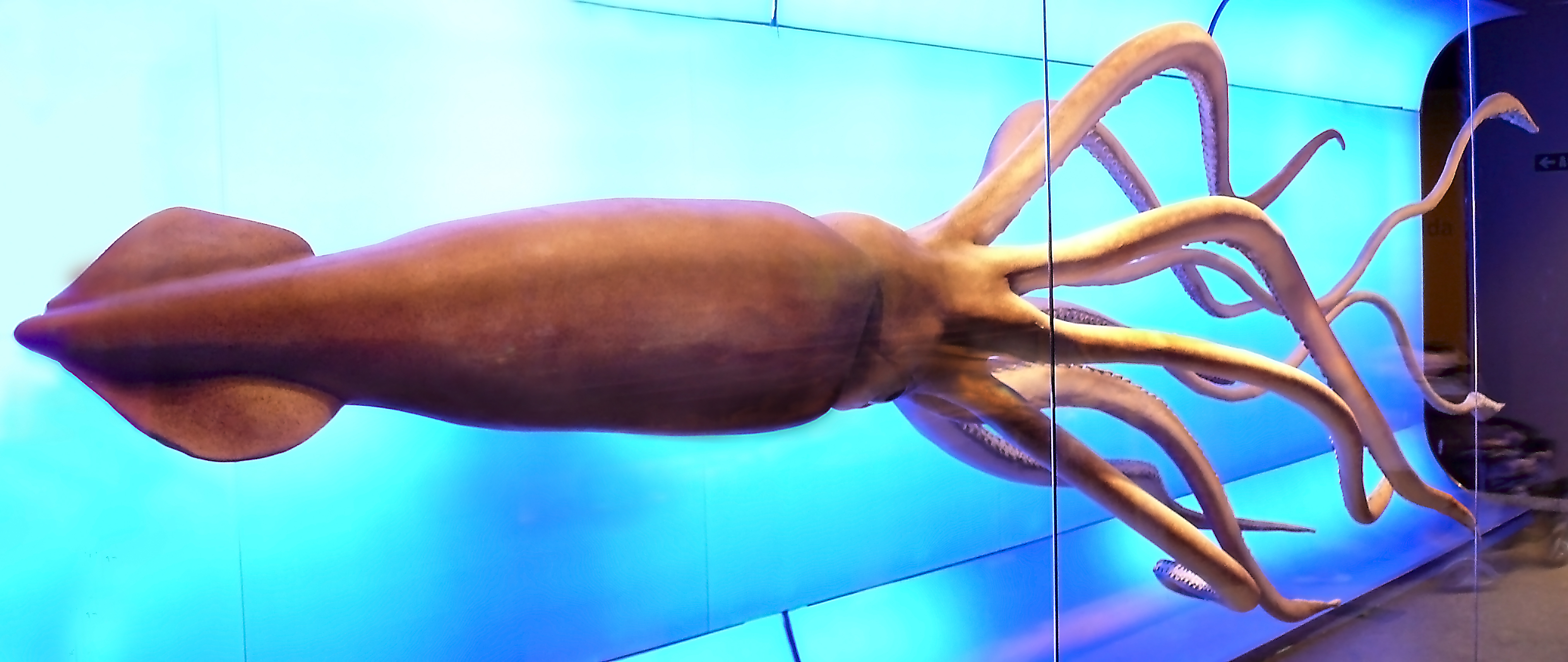
Section de la Méditerranée Reconstitution de Calamar géant